# Floyd Davis
Floyd Eldon Davis, född den 5 mars 1909 i Oakford, Illinois, död den 31 maj 1977 i Indianapolis, Indiana, var en amerikansk racerförare.

## Racingkarriär
Davis var inte alltför framgångsrik i sin karriär, men hade sin stora dag på Indianapolis Motor Speedway i maj 1941, då han startade den bil som skulle vinna Indianapolis 500. Han blev ersatt i bilen av Mauri Rose, som körde bilen till seger, vilket också var Davis enda seger i det nationella mästerskapet. Tack vare segern och det korta tävlingsprogrammet under säsongen 1941 slutade Davis som delad i fyra i mästerskapet, vilket var hans karriärbästa notering. Efter sin seger ställde Davis aldrig mer upp i Indy 500, men tävlade vid enstaka tillfällen även efter andra världskriget.